# Puntate di Django
Le dieci puntate della miniserie televisiva Django sono state trasmesse sul canale via cavo francese Canal+ dal 13 febbraio al 13 marzo.
In Italia la miniserie è andata in onda su Sky Atlantic dal 17 febbraio al 17 marzo 2023. Le puntate sono inoltre state trasmesse in simulcast sul canale Sky Cinema Due e Sky Cinema 4K.
| nº | Titolo originale | Titolo italiano     | Prima TV Francia | Prima TV Italia  |
| -- | ---------------- | ------------------- | ---------------- | ---------------- |
| 1  | New Babylon      | New Babylon         | 13 febbraio 2023 | 17 febbraio 2023 |
| 2  | The Lady         | La signora          | 13 febbraio 2023 | 17 febbraio 2023 |
| 3  | Nagadoches       | Nagadoches          | 20 febbraio 2023 | 24 febbraio 2023 |
| 4  | Fountainhead     | La sorgente         | 20 febbraio 2023 | 24 febbraio 2023 |
| 5  | Chambersburg     | Chambersburg        | 27 febbraio 2023 | 3 marzo 2023     |
| 6  | The Trial        | Il processo         | 27 febbraio 2023 | 3 marzo 2023     |
| 7  | The Giant        | Il gigante          | 6 marzo 2023     | 10 marzo 2023    |
| 8  | Tobacco Tin      | La tabacchiera      | 6 marzo 2023     | 10 marzo 2023    |
| 9  | Masquerade       | Carnevale           | 13 marzo 2023    | 17 marzo 2023    |
| 10 | The Western Sea  | Il mare occidentale | 13 marzo 2023    | 17 marzo 2023    |

## New Babylon
- Titolo originale: New Babylon
- Diretta da: Francesca Comencini
- Scritta da: Leonardo Fasoli e Maddalena Ravagli

### Trama
- Altri interpreti: Benny Opoku-Arthur (Kevin Ellis), Eric Kole (Phillip Ellis), Maya Kelly (Sarah da giovane), Joshua J Parker (Adam Thurmann), Abigail Thorn (Jess), Camille Dugay (Margaret Wright), Slavko Sobin (Isaac Borowka), Romario Simpson (Reuben Morgan), Michela De Rossi (Fanny), Emeline Lambert (Caroline Turner), Cheherezada Okotaka (Hattie), Oluwatobi Ibitoye (Harry), Oleksandr Rudynskyi (Spencer Forrest), Haris Salihovic (Blaine Forrest), Catalin Constantin Gheorghe (Barista del Lotus Bunkhouse), Michael Daniel Bricker (Black Hotter), Isaiah Samuel Crowfoot (Cinque Orsi), Chad Curtis Simon (Little Wolf), Monika Nikki Crowfoot (Toyah).

## La signora
- Titolo originale: The Lady
- Diretta da: Francesca Comencini
- Scritta da: Leonardo Fasoli e Maddalena Ravagli

### Trama
- Altri interpreti: Benny Opoku-Arthur (Kevin Ellis), Eric Kole (Phillip Ellis), Maya Kelly (Sarah da giovane), Joshua J Parker (Adam Thurmann), Abigail Thorn (Jess), Camille Dugay (Margaret Wright), Romario Simpson (Reuben Morgan), Slavko Sobin (Isaac Borowka), Emeline Lambert (Caroline Turner), Michela De Rossi (Fanny), Dakota Trancher Williams (Aaron), Oluwatobi Ibitoye (Harry), Oleksandr Rudynskyi (Spencer Forrest), Haris Salihovic (Blaine Forrest), Daniel Hoffman-Gill (Direttore della banca Donovan), Eugenio Krauss (cassiere Lindon), Aida Economu (Moglie del direttore di banca), Cheherezada Okotaka (Hattie), Cache Vanderpuye (John da giovane), Millie Ryder (Elizabeth da giovane).

## Nagadoches
- Titolo originale: Nagadoches
- Diretta da: Francesca Comencini
- Scritta da: Leonardo Fasoli e Maddalena Ravagli

### Trama
- Altri interpreti: Benny Opoku-Arthur (Kevin Ellis), Eric Kole (Phillip Ellis), Maya Kelly (Sarah da giovane), Joshua J Parker (Adam Thurmann), Abigail Thorn (Jess), Camille Dugay (Margaret Wright), Dakota Trancher Williams (Aaron), Romario Simpson (Reuben Morgan), Emeline Lambert (Caroline Turner), Oluwatobi Ibitoye (Harry), Toby Williams (Walter Breaver), Kathy Johnson (Ki-Mama), Oleksandr Rudynskyi (Spencer Forrest), Haris Salihovic (Blaine Forrest), Andy Ciubuciu (Samuel Wright), Ilan Anton Badiu (Thomas Wright), Cache Vanderpuye (John da giovane), Millie Ryder (Elizabeth da giovane).

## La sorgente
- Titolo originale: Fountainhead
- Diretta da: Francesca Comencini
- Scritta da: Leonardo Fasoli, Maddalena Ravagli e Max Hurwitz (soggetto), Max Hurwitz (sceneggiatura)

### Trama
- Altri interpreti: Benny Opoku-Arthur (Kevin Ellis), Eric Kole (Phillip Ellis), Maya Kelly (Sarah da giovane), Joshua J Parker (Adam Thurmann), Abigail Thorn (Jess), Camille Dugay (Margaret Wright), Slavko Sobin (Isaac Borowka), Michela De Rossi (Fanny), Emeline Lambert (Caroline Turner), Oluwatobi Ibitoye (Harry), Oleksandr Rudynskyi (Spencer Forrest), Haris Salihovic (Blaine Forrest), Sam Lilja (tenente Roger Quinn), Beatrice Peter (Abby), Cheherezada Okotaka (Hattie).

## Chambersburg
- Titolo originale: Chambersburg
- Diretta da: David Evans
- Scritta da: Leonardo Fasoli e Maddalena Ravagli

### Trama
- Altri interpreti: Benny Opoku-Arthur (Kevin Ellis), Eric Kole (Phillip Ellis), Joshua J Parker (Adam Thurmann), Abigail Thorn (Jess), Slavko Sobin (Isaac Borowka), Dakota Trancher Williams (Aaron), Oleksandr Rudynskyi (Spencer Forrest), Haris Salihovic (Blaine Forrest), Matthew Marsh (colonnello William Fourier), Elliot Edusah (Andrew Ellis), Philip Brodie (avvocato Gress), Oluwatobi Ibitoye (Harry), Cache Vanderpuye (John da giovane), Millie Ryder (Elizabeth da giovane).

## Il processo
- Titolo originale: The Trial
- Diretta da: David Evans
- Scritta da: Leonardo Fasoli, Maddalena Ravagli e Max Hurwitz (soggetto), Max Hurwitz (sceneggiatura)

### Trama
- Altri interpreti: Benny Opoku-Arthur (Kevin Ellis), Eric Kole (Phillip Ellis), Abigail Thorn (Jess), Matthew Marsh (colonnello William Fourier), Philip Brodie (avvocato Gress), Eileen Nicholas (Little Dove), Oluwatobi Ibitoye (Harry), Oleksandr Rudynskyi (Spencer Forrest), Haris Salihovic (Blaine Forrest), Maya Kelly (Sarah da giovane), Camille Dugay (Margaret Wright), Emeline Lambert (Caroline Turner), Adam Astill (cancelliere della contea Bobby McGee), Elliot Edusah (Andrew Ellis), Mark Frost (Henry Allen), Cache Vanderpuye (John da giovane), Millie Ryder (Elizabeth da giovane).

## Il gigante
- Titolo originale: The Giant
- Diretta da: David Evans
- Scritta da: Leonardo Fasoli e Maddalena Ravagli

### Trama
- Altri interpreti: Benny Opoku-Arthur (Kevin Ellis), Eric Kole (Phillip Ellis), Maya Kelly (Sarah da giovane), Joshua J Parker (Adam Thurmann), Abigail Thorn (Jess), Camille Dugay (Margaret Wright), Emeline Lambert (Caroline Turner), Dakota Trancher Williams (Aaron), Haris Salihovic (Blaine Forrest), Adam Basil (gigante).

## La tabacchiera
- Titolo originale: Tobacco Tin
- Diretta da: Enrico Maria Artale
- Scritta da: Leonardo Fasoli e Maddalena Ravagli

### Trama
- Altri interpreti: Benny Opoku-Arthur (Kevin Ellis), Eric Kole (Phillip Ellis), Maya Kelly (Sarah da giovane), Joshua J Parker (Adam Thurmann), Oleksandr Rudynskyi (Spencer Forrest), Haris Salihovic (Blaine Forrest), Oluwatobi Ibitoye (Harry), Romario Simpson (Reuben Morgan), Adam Basil (gigante), Mark Frost (Henry Allen), Darius Eteeyan (Cinque Orsi giovane), Michael D. Bricker (Black Otter), Vernon Foster (Orso Fulvo), Monika Crowfoot (Toyah).

## Carnevale
- Titolo originale: Masquerade
- Diretta da: Enrico Maria Artale
- Scritta da: Leonardo Fasoli e Maddalena Ravagli

### Trama
- Altri interpreti: Benny Opoku-Arthur (Kevin Ellis), Eric Kole (Phillip Ellis), Abigail Thorn (Jess), Maya Kelly (Sarah da giovane), Joshua J Parker (Adam Thurmann), Dakota Trancher Williams (Aaron), Oleksandr Rudynskyi (Spencer Forrest), Haris Salihovic (Blaine Forrest), Oluwatobi Ibitoye (Harry), Cache Vanderpuye (John da giovane), Millie Ryder (Elizabeth da giovane), Chad Curtis Simon (Little Wolf), Darius Eteeyan (Cinque Orsi giovane), Michael D. Bricker (Black Otter), Vernon Foster (Orso Fulvo), Monika Crowfoot (Toyah).

## Il mare occidentale
- Titolo originale: The Western Sea
- Diretta da: Enrico Maria Artale
- Scritta da: Leonardo Fasoli e Maddalena Ravagli

### Trama
- Altri interpreti: Benny Opoku-Arthur (Kevin Ellis), Eric Kole (Phillip Ellis), Abigail Thorn (Jess), Maya Kelly (Sarah da giovane), Camille Dugay (Margaret Wright), Emeline Lambert (Caroline Turner), Joshua J Parker (Adam Thurmann), Dakota Trancher Williams (Aaron), Slavko Sobin (Isaac Borowka), Oleksandr Rudynskyi (Spencer Forrest), Haris Salihovic (Blaine Forrest), Oluwatobi Ibitoye (Harry).